# Олема (село)
Олема (рос. Олема) — село в Лешуконському районі Архангельської області Російської Федерації.
Населення становить 178 осіб. Входить до складу муніципального утворення Олемське муніципальне утворення.

## Історія
Від 1937 року належить до Архангельської області.
Від 2004 року належить до муніципального утворення Олемське муніципальне утворення.

## Населення
| 2002 | 2010 | 2012 |
| ---- | ---- | ---- |
| 264  | ↘150 | ↗178 |